# Pedro Larrondo Jara
Pedro Larrondo Jara (Pitrufquén, 12 de mayo de 1927-Viña del Mar, 14 de octubre de 2007) fue un marino chileno que ejerció diversos cargos durante la dictadura militar del general Augusto Pinochet.

## Biografía
Nació en Pitrufquén, el 12 de mayo de 1927. Siendo hijo del agricultor Juan Larrondo Capdeville y de Ana Jara Oliva, realizó los estudios de humanidades en los colegios La Salle e Instituto Comercial de Temuco, del cual egresó obteniendo el premio al mejor alumno.
En 1953 contrajo matrimonio en Viña del Mar con la contadora auditora Aída Naudon Byrt, graduada en la Universidad Católica de Valparaíso, con el premio a la mejor egresada. Tuvieron cuatro hijos: Viviana, Denise, Christian y Rodrigo.

## Carrera Naval
En enero de 1946 ingresó a la Escuela Naval, egresando en enero de 1947 como guardiamarina obteniendo el Premio General del Año, entregado al Oficial graduado en el primer puesto de su curso y especialidad. En febrero embarcó como ayudante de contador en el petrolero Maipo.
En 1948 ascendió a subteniente y trasbordó con el mismo cargo a la Escuela Naval para luego asumir como contador de la fragata Iquique. Durante 1950 efectuó el curso de administración en la Escuela de Artillería Naval.
En 1951 ascendió a teniente 2.º y fue destinado a la Dirección de Armamentos de la Armada y luego como contador al BMS Araucano y al submarino Thompson.
En 1953 asumió como contador en el Cuartel N.º  1 Alberto Silva Palma.
En 1954 ascendió a teniente 1.º y fue destinado a la Escuela Naval como jefe de adquisiciones e instructor naval, siendo partícipe del proceso que a partir de 1955 extendió a 2 años la instrucción de Cadetes. En noviembre del año siguiente efectuó curso de finanzas en la Universidad Católica. En 1957 fue nombrado jefe del departamento de abastecimiento e instructor de guardiamarinas del buque escuela Esmeralda.
En 1958 ascendió a capitán de corbeta cumpliendo nuevamente a bordo de la Esmeralda. Al año siguiente trasbordó como jefe del departamento de abastecimiento a la Dirección del Litoral y Marina Mercante. Ese año efectuó el curso de informaciones de estado mayor en la Academia de Guerra Naval y posteriormente realizó el curso de administración de empresas de la Universidad Católica. Después regresó a su cargo anterior. En 1961 trasbordó con el mismo cargo al crucero Prat. Al año siguiente asumió como subjefe de departamento en la Dirección de Abastecimiento y Contabilidad de la Armada.

### Estudios en Estados Unidos
En junio fue destinado a Estados Unidos para efectuar los cursos de Navy Supply Management en Athens, Georgia y de Transportation Management en Oakland, California.

### Impulso de Estudios Universitarios para Cadetes en la Armada de Chile
A su regreso al país en 1964 asumió como jefe de la oficina de racionalización de la Dirección de Abastecimiento y Contabilidad de la Armada. En marzo del año siguiente fue destinado al Centro de Abastecimiento de Talcahuano y en julio asumió como jefe de la repartición.
Impulsó los acuerdos para lograr equivalencia y reconocimiento de estudios para Cadetes de Abastecimiento al primer año de Ingeniería Comercial en la Universidad. En 1967 ascendió a capitán de fragata y fue designado jefe de la oficina de racionalización de la Dirección General de los Servicios de la Armada.

### Destinación a Inglaterra
En enero de 1970 fue destinado a Londres para desempeñarse como jefe del departamento de abastecimiento de la Misión Naval de Chile en Inglaterra. A su regreso al país, en marzo de 1972 fue nombrado jefe del departamento de planes y procesamiento de datos de la Dirección de Abastecimiento y Contabilidad.

### Ascenso a Oficial Superior y a Contraalmirante
En marzo de 1974 ascendió a capitán de navío y retomó su interés de siempre en lograr una más completa preparación del Oficial de Abastecimiento, culminando su gestión en que años después, en 1987, se titula el primer Oficial Ingeniero Comercial de que dispuso la Armada.
En octubre de 1979 ascendió a contraalmirante y en enero del año siguiente asumió el mando de la Dirección de Abastecimiento y Contabilidad de la Armada.
En 1983, luego de 38 años de servicio, obtuvo el retiro de la Armada.

## Cargos durante la Dictadura militar
En julio de 1974, fue designado por Augusto Pinochet, como subsecretario de Hacienda siendo parte del equipo económico del régimen durante cinco años y cinco meses.
Volvió nuevamente a ser parte del gabinete de Augusto Pinochet, en 1989 cuando asumió el 16 de abril de ese año como ministro de Economía, Fomento y Reconstrucción, siendo el último ministro de economía del régimen militar, ejerció hasta el 11 de marzo de 1990 cuando asumió Patricio Aylwin Azócar, siendo sucedido en el cargo por Carlos Ominami.

## Reconocimientos
Entre las distinciones recibidas destacan “Premio General del Año”, “Condecoración Presidente de la República” y “Condecoración Orden Naval Comisario Domingo Espiñeira Riesco”, esta última reservada a "quiénes hubieren tenido excepcional desempeño en honrosas actividades que hayan prestigiado la especialidad de Abastecimiento de la Armada de Chile.".
Ejerció como asesor de empresas e integró el directorio de diversas compañías. Fue miembro fundador y director del Círculo de Oficiales de Abastecimiento de la Armada en Retiro (COFA). Falleció en Viña del Mar el 14 de octubre de 2007.